# Polígono Sur (El arte de Las Tres Mil)
Polígono Sur (El arte de Las Tres Mil) és un documental que mostra en primera persona la convivència en el Polígon Sur, conegut com Las Tres Mil Viviendas. En ell es retrata la vida d'aquest barri del sud de la ciutat de Sevilla.
El documental se centra en el flamenc, portat, sobretot, per gitanos vinguts de Triana i d'altres punts de la ciutat quan es va edificar aquest barri en la segona meitat del segle xx. És protagonitzat per coneguts artistes del barri (Rafael Amador, Juana i Martín Revuelo, Ramón Quilate, Bobote, Caracafé, El Varilla, Pelayo...).
Malgrat tractar-se d'un barri deprimit social i econòmicament, el projecte de Dominique Abel va ser musical perquè l'espectador sortís content i perquè se li transmetés l'alegria de les persones que vivien aquí.
Va estar nominada al Goya a la millor pel·lícula documental.